# Ivan Posavec
Ivan Posavec (Varaždin, 5 luglio 1998) è un calciatore croato, centrocampista dello Zrinjski Mostar.

## Caratteristiche tecniche
È un centrocampista centrale.

## Carriera
Cresciuto nel settore giovanile del Varaždin, dal 2011 al 2014 ha militato nelle giovanili della Dinamo Zagabria. Ceduto al Sesvete in vista della stagione 2016-2017, ha trascorso le successive stagioni nella seconda divisione croata.
Nel marzo 2018 si è trasferito in Spagna firmando con il San Ignacio. Nel primo semestre della stagione 2018-2019 è stato poco impiegato collezionando solamente due presenze in Tercera División, pertanto a gennaio 2019 ha fatto ritorno in patria firmando con il Varaždin.